# Stříbrnice (okres Uherské Hradiště)
Stříbrnice jsou obec v okrese Uherské Hradiště ve Zlínském kraji, 11 km západně od Uherského Hradiště, v údolí Medlovického potoka. Žije zde 425 obyvatel.

## Historie
První písemná zmínka o obci je v listině olomouckého biskupa Jindřicha Zdíka z roku 1141.

## Pamětihodnosti
- Kostel sv. Prokopa z roku 1908
- Kaple sv. Prokopa z roku 1750
- Morový sloup se sochou Bičovaní Krista na návsi z první poloviny 18. stol.

## Ochrana přírody
V katastru obce se nacházejí tato chráněná území:
- Evropsky významné lokality: Chřiby
- Přírodní park Stříbrnické paseky byl zrušen v roce 2000 a území začleněno do přírodního parku Chřiby.
- V CHKO a katastru obce Stříbrnice se nachází registrovaný ekologický sad Ořešáku královského (2014) – Ořechový sad sv. Prokopa. Sad má rozlohu 1,7 ha a je na něm vysázeno 278 stromů.

## Galerie

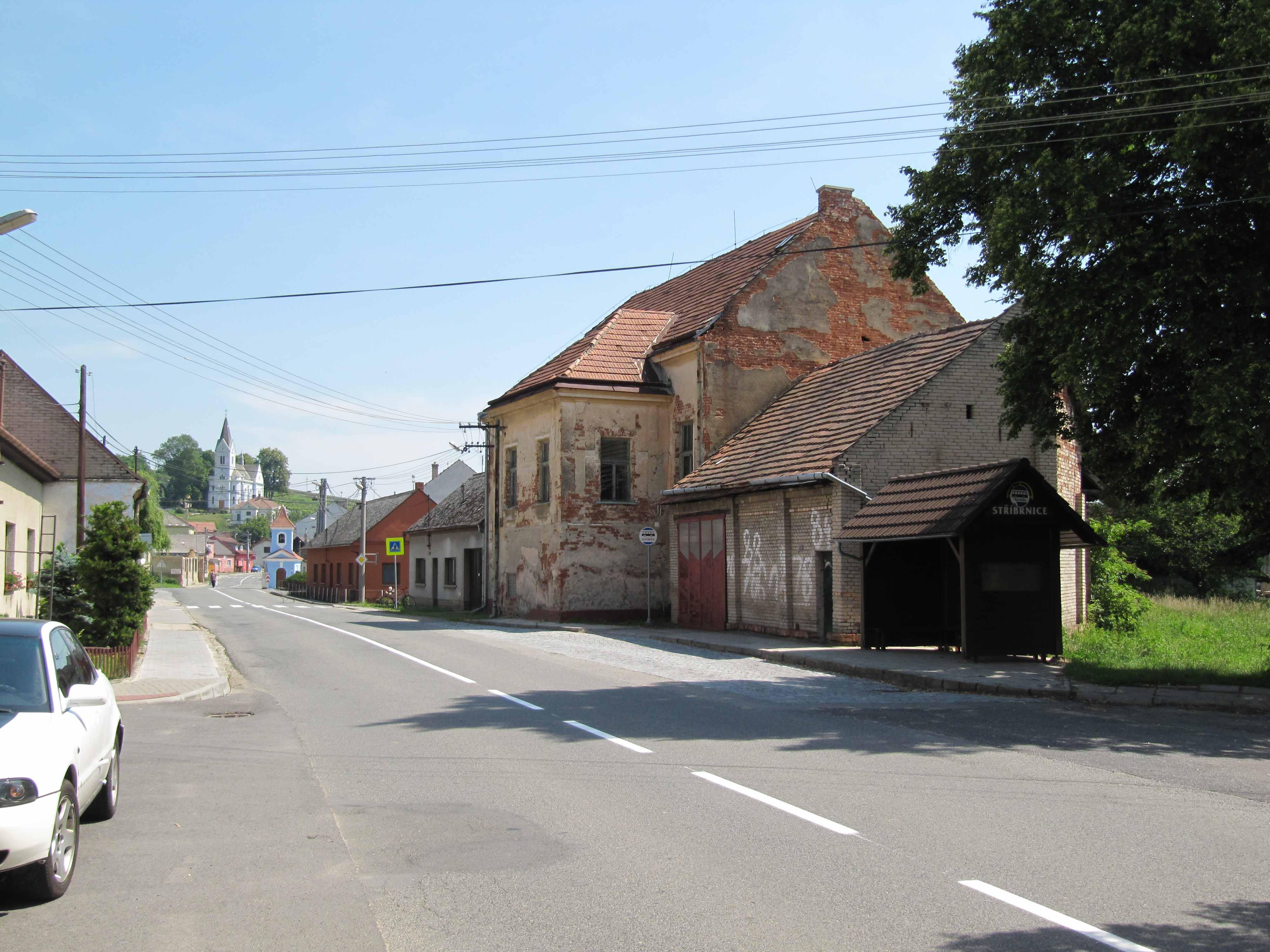
Hlavní ulice
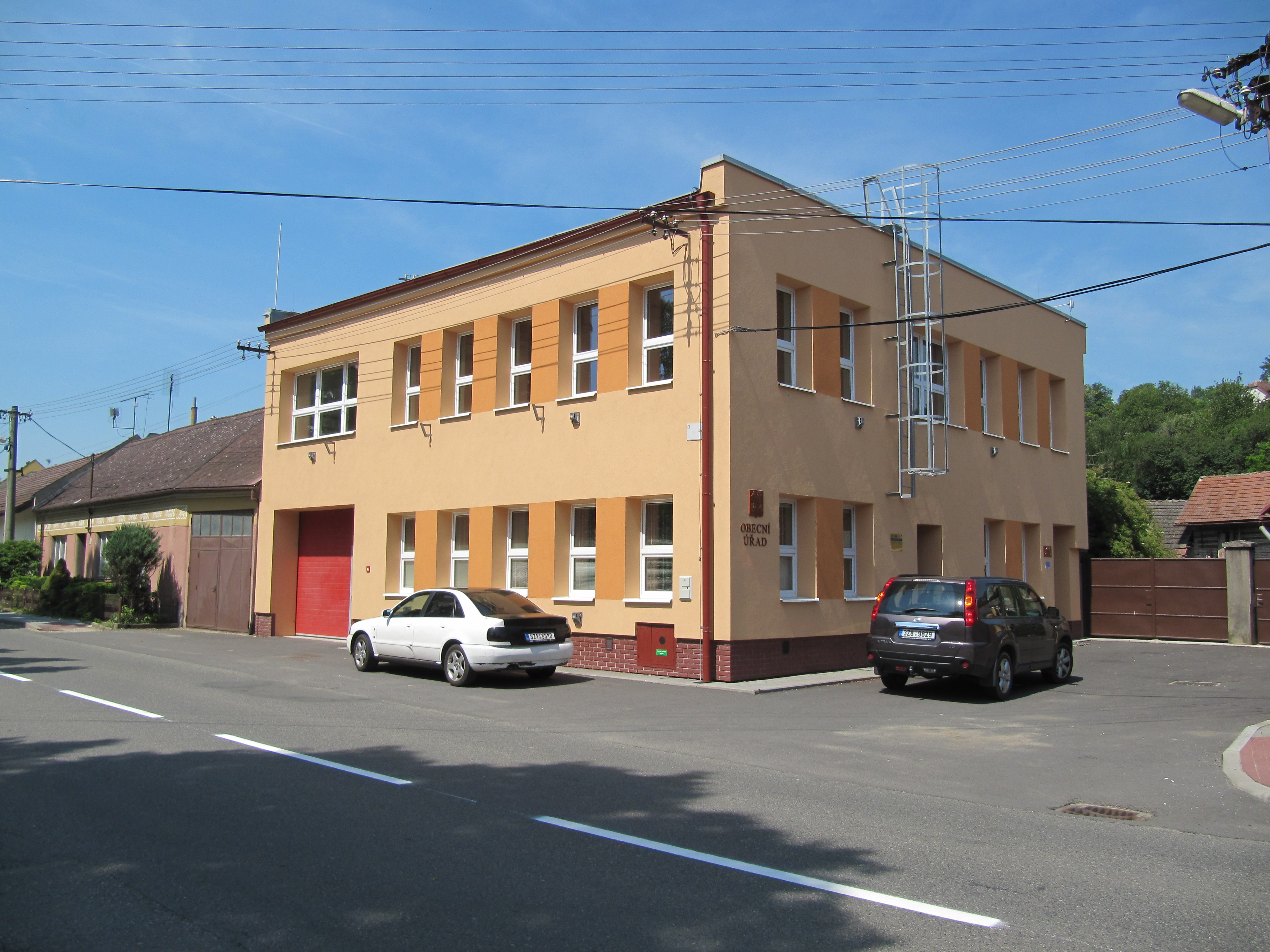
Obecní úřad
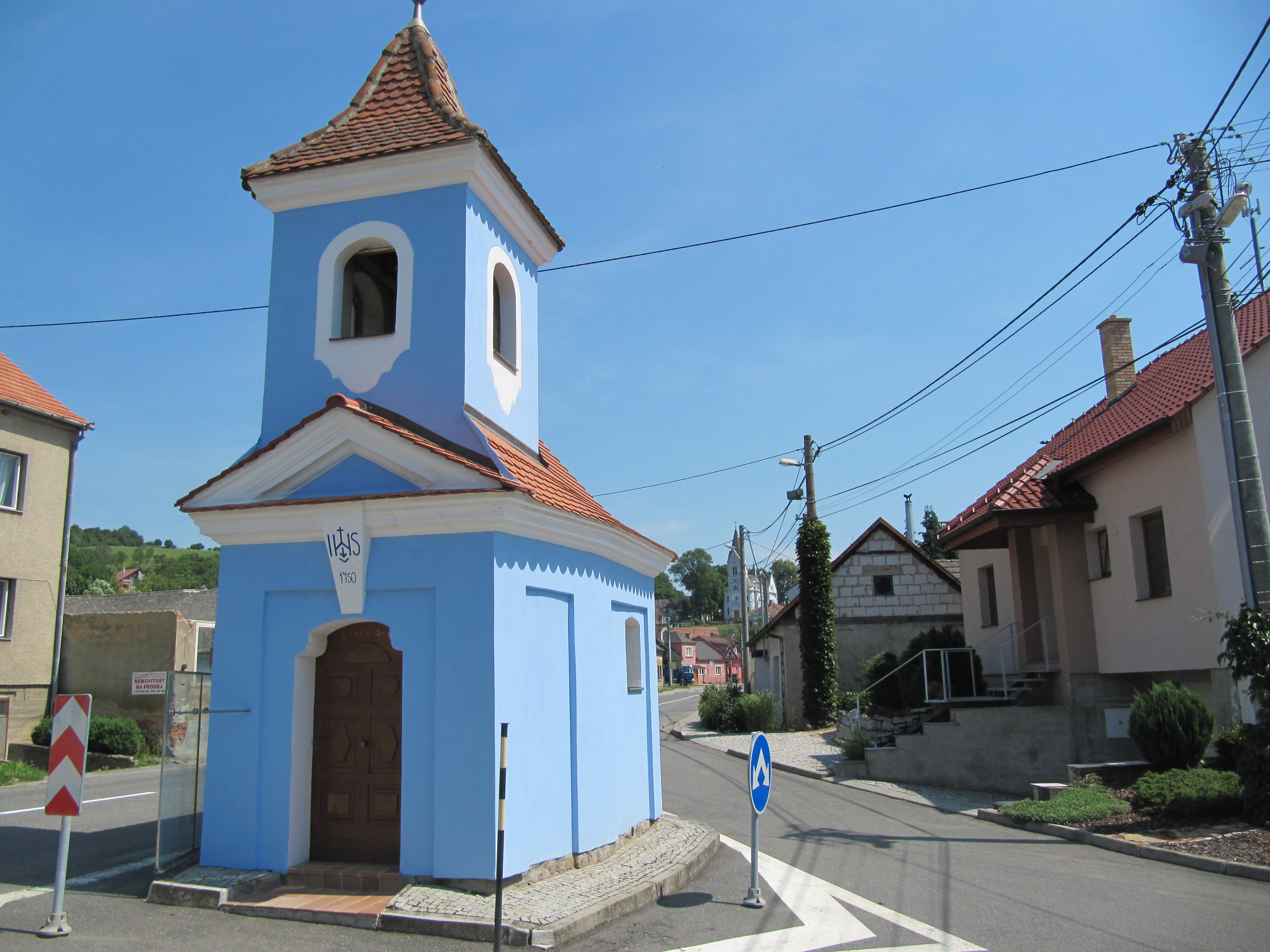
Kaple sv. Prokopa
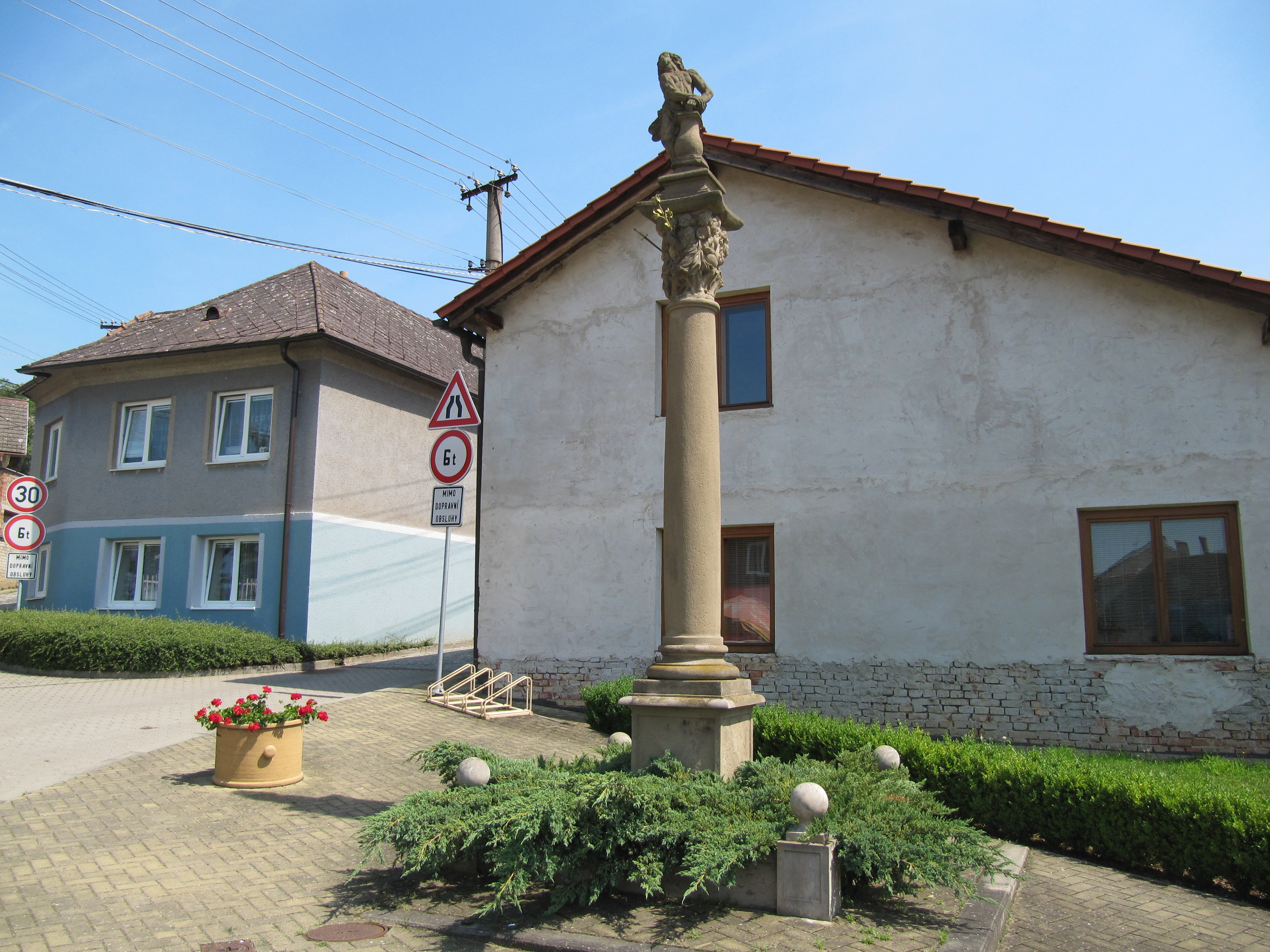
Sloup se sochou bičování Krista
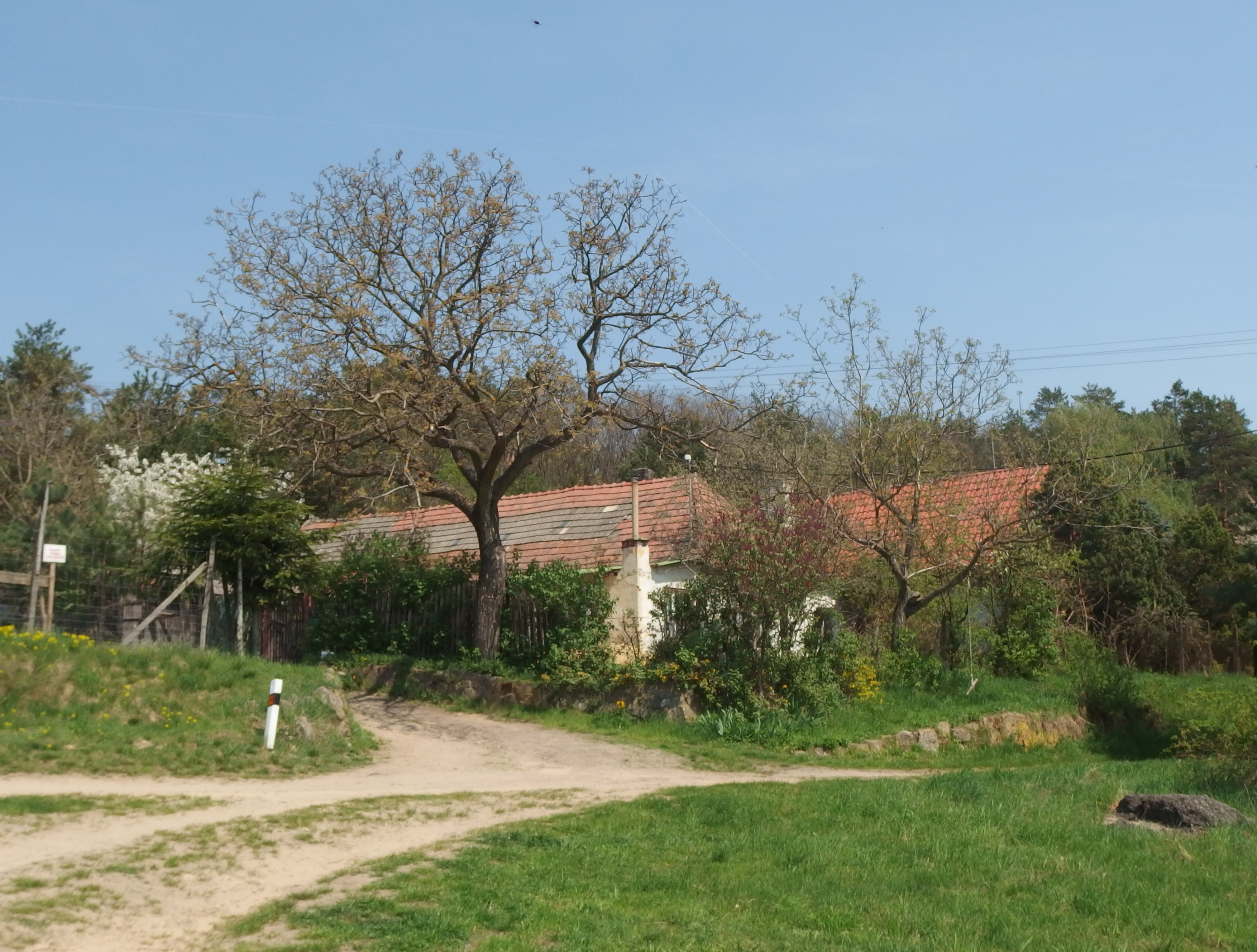
Stříbrnické paseky